# Celama cilicoides
Celama cilicoides är en fjärilsart som beskrevs av Augustus Radcliffe Grote 1873. Celama cilicoides ingår i släktet Celama och familjen trågspinnare. Inga underarter finns listade i Catalogue of Life.